# 와이더댄
와이더댄(WiderThan)은 대한민국의 무선인터넷 솔루션 기업이다. SK텔레콤의 자회사로 2000년 6월 설립, 2005년 10월 미국 나스닥 시장에 직상장되었다. 2006년 9월 리얼네트웍스에 매각되었다.